# 지광
지광 스님(본명 이정섭)은 한국의 스님이다. 
능인선원 선원장이다. 
- 1950년 7월 8일(음력 5월 23일) 강원도 원주에서 태어났다.

- 능인선원은 지광스님의 소유다.
- 능인선원은 서울 관악구, 경기도 고양시, 수원시 팔달구에 사찰을 가지고 있다.
- 캐나다 토론토, 중국 톈진, 태국에도 분원이 있다.
- 경기도 화성에는 능인대학원대학교가 있다.

## 학력
- 서울고등학교 1970년 21세로 나이 졸업
- 서울대학교 대학원 종교학 박사
- 서울대학교 대학원 종교학 석사
- 동국대학교 대학원 석사
- 한국방송통신대학교 학사

## 생애
- 한국일보 코리아타임스 기자로 재직하다 민주화 운동으로 강제해직된 뒤 1980년 입산 출가해 지리산과 덕유산 선방에서 수행 정진했다.

- 2008년에는 서울대대학원에서 ‘간화선 수행론 연구’로 철학박사 학위를 받았다.[1]

- 1984년 서울 서초동에 능인선원을 개원 이후 능인종합사회복지관, 능인불교선양원, 한국불교대학원 등을 설립했다.

- 동국대학교 불교대학원 겸임교수와 대한불교조계종 중앙종회 의원을 역임하고 2005년 송광사 보성 스님으로부터 율맥을 전수받았다.

- 미국, 프랑스, 일본 등 해외 곳곳에서 법회와 강연을 진행하며 부처님 말씀을 전해 왔다.[2] 현재 부산의 일간지 국제신문을 소유하고 있다.

- 2006년 10월에 국제신문 대표이사로 취임하기도 했다.[3]

- 2007년 신정아의 위조학력 파문이 확산될 때 그는 기자회견을 통해 ‘서울대 중퇴’ 학력이 허위임을 고백해 파문을 일으켰다.
- 그의 고백은 당시 신도수 25만여 명에 이르는 서울 대표 도심사찰 능인선원 신화를 일궈낸 만큼 비난 여론도 거셌다.

- 그는 기자회견을 통해 “서울대 중퇴로 알려진 것은 사실이 아니다”며 “앞으로 속죄하는 마음으로 참회 정진하며 살겠다”고 이야기했다.

- 1970년 21세로 서울고를 졸업했으나 건강이 나빠 대학진학을 포기했으며, 1976년 "장난삼아" 한국일보 기자 시험에 응시했다가 합격했다고 밝혔다.

- 지광스님은 서울대 공대를 중퇴한 해직 언론인으로 세상에 알려졌으며, 이 같은 경력은 1984년 서울 강남에서 신도 7명으로 출발한 능인선원을 신도 25만여 명에 이르는 대규모 도심사찰로 성장시킨 배경이 됐다.[4]